# 格但斯克舊城

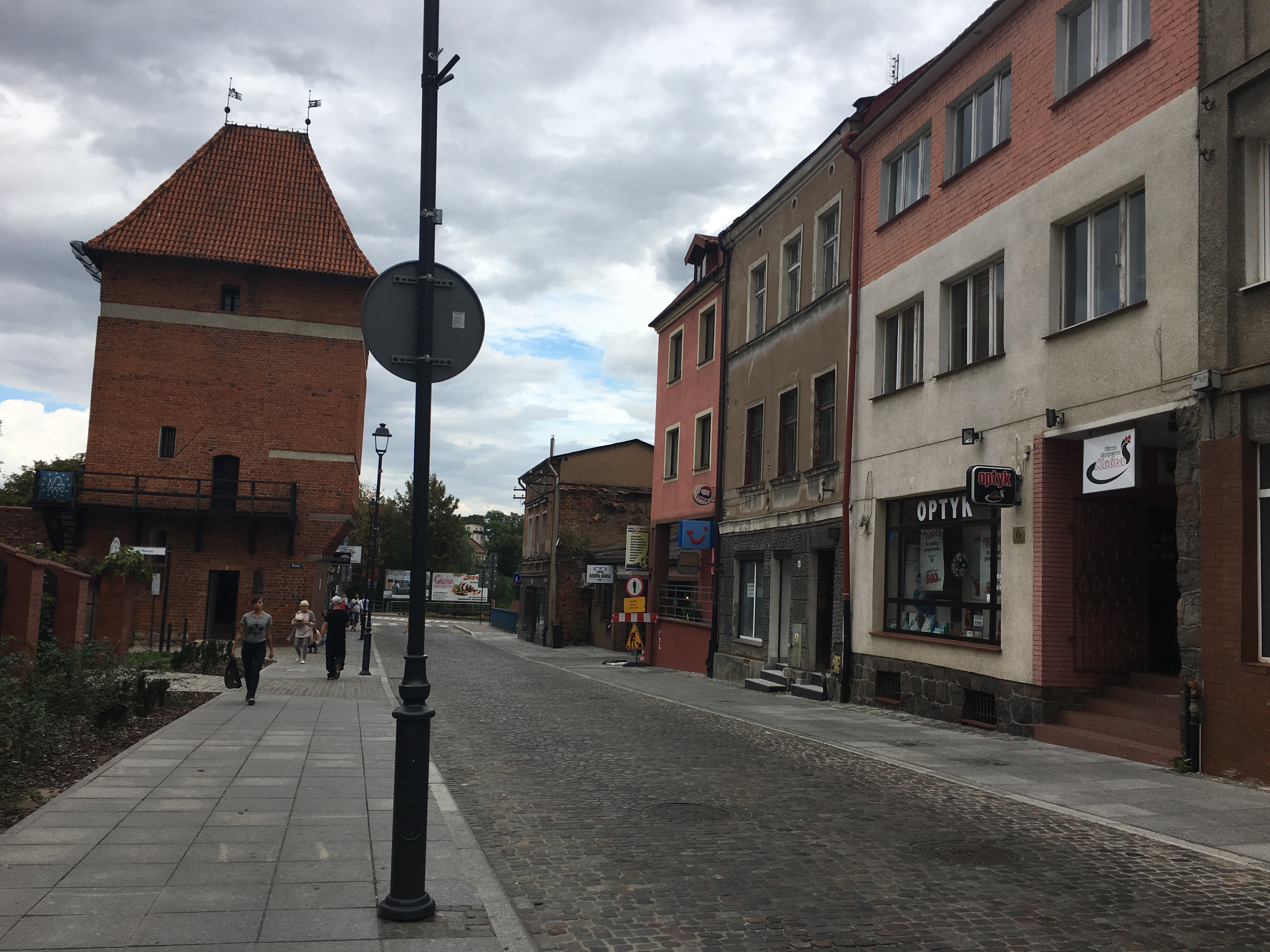

格但斯克舊城（波蘭語：Starogard Gdański）是波蘭的城鎮，位於該國北部，距離三聯市50公里，由濱海省負責管轄，始建於1198年，面積25.27平方公里，海拔高度99米，2006年人口48,136。
53°58′N 18°33′E / 53.967°N 18.550°E